# フェルナンド・ネヴェス
フェルナンド "ナンド"・マリア・ネヴェス（Fernando "Nando" Maria Neves, 1978年6月9日 - ）は、カーボベルデ・プライア出身の元同国代表サッカー選手。現役時代のポジションはDF。

## 経歴

### クラブ
1998年にポルトガルへ渡り4部のアマランテFCと契約し、1999年に2部のポルティモネンセSCへ移籍。1年後に故郷のバトゥクFCに加入し、サン・ヴィセンテ島リーグで2001-02, 2002-03シーズンと2連覇を達成した。その後、2004年から2007年まで在籍したUSモナスティルで2006-07シーズンにリーグの最優秀DFおよび最優秀外国人選手に選出され、2007年にカタールのアル・サイリヤSCへ移籍していった。
2009年、FCバニーク・オストラヴァ加入。7月25日に2-1で勝利した1. FKプシーブラム戦でデビュー以降すぐさま主力を務め、1位まで勝ち点2ポイント差の3位に貢献し、UEFAヨーロッパリーグ 2010-11出場に貢献。しかし、翌シーズンはマリオ・リチカ, トマーシュ・ミチョラをスタッド・ブレストに失ったことから降格寸前の14位と苦しんだ。一方、UEFAヨーロッパリーグでは2010年7月15日の予選2回戦FC WIT Georgia戦でPK2本を含めてだがハットトリックを達成し、6-0と大勝した。
2011年6月にフランス・リーグ・ドゥのLBシャトールーと契約。7月9日に1-1と引き分けたEAギャンガン戦でデビューした。

### 代表
カーボベルデ代表としては、代表史上初参加となったアフリカネイションズカップ2013にキャプテンとして臨み全試合に出場。ベストイレブンに選出されるほど活躍を見せベスト8に導いたが、ガーナ代表に敗れ大会敗退決定してからすぐさま代表引退を表明した。

## タイトル
- アフリカネイションズカップベストイレブン : 2013
- チュニジア・リーグ最優秀DF : 2006-07
- チュニジア・リーグ最優秀外国人選手 : 2006-07